# Jiamao (köpinghuvudort i Kina, Hainan Sheng, lat 18,56, long 109,70)
Jiamao är en köpinghuvudort i Kina. Den ligger i provinsen Hainan, i den södra delen av landet, omkring 180 kilometer söder om provinshuvudstaden Haikou. Antalet invånare är 8 842. Befolkningen består av 4 004 kvinnor och 4 838 män. Barn under 15 år utgör 20,0 %, vuxna 15-64 år 71 %, och äldre över 65 år 7,0 %.
Runt Jiamao är det ganska tätbefolkat, med 134 invånare per kvadratkilometer. Närmaste större samhälle är Baocheng, 9,3 km norr om Jiamao. Omgivningarna runt Jiamao är en mosaik av jordbruksmark och naturlig växtlighet.
Genomsnittlig årsnederbörd är 2 305 millimeter. Den regnigaste månaden är juli, med i genomsnitt 380 mm nederbörd, och den torraste är januari, med 15 mm nederbörd.